# Hellmut R. Toelken
Hellmut R. Toelken (o Tölken) ( 1939 ) es un botánico australiano, especialista en crasuláceas, con énfasis en el género Crassula (L.) Schönl.

## Algunas publicaciones

### Libros
- brian derek Morley, Hellmut R. Toelken. 1983. Flowering plants in Australia. 416 pp. ISBN 0-7270-1477-3
- john McConnell Black, john p. Jessop, hellmut r. Toelken. 1986. Flora of South Australia, Part 3. Handbooks of the flora and fauna of South Australia. 2.248 pp.

## Honores

### Eponimia
Género
- (Crassulaceae) Toelkenia P.V.Heath[2]

Especies
- (Myrtaceae) Kunzea toelkenii de Lange[3]

- La abreviatura «Toelken» se emplea para indicar a Hellmut R. Toelken como autoridad en la descripción y clasificación científica de los vegetales.[4]